# Euronymous
Øystein Aarseth, ismertebb nevén Euronymous (Surnadal, Norvégia, 1968. március 22. – Oslo, 1993. augusztus 10.), az 1980-as évek végi és az 1990-es évek eleji norvég black metal mozgalom egyik meghatározó alakja, a Mayhem együttes alapítója és gitárosa. 

## Pályafutása
Alapítója volt az extrém metal Deathlike Silence Productions lemezkiadónak, és a black metal mozgalom központjának számító oslói Helvete lemezboltnak. Euronymous jól ismert volt erőszakos, szélsőséges beállítottságáról. 
1993. augusztus 10-én oslói otthonában zenésztársa, Varg Vikernes gyilkolta meg állítólag 23 késszúrással (2 a fejbe, 5 a nyakba, 16 a hátba). Vikernes verziója szerint a legtöbb szúrt sebet egy összetört lámpa okozta, de a végső szúrást ő ejtette.

## Diszkográfia
| Cím                       | Típus        | Felvétel | Megjelenés          |
| ------------------------- | ------------ | -------- | ------------------- |
| Pure Fucking Armageddon   | demó         | 1986     | 1986                |
| Deathrehearsal            | demó         | 1987     | 1987                |
| Deathcrush                | EP           | 1987     | 1987. augusztus 16. |
| Live in Leipzig           | koncertalbum | 1990     | 1993. július        |
| Dawn of the Black Hearts  | bootleg      | 1990     | 1995. február 17.   |
| Freezing Moon/Carnage     | kislemez     | 1990     | 1996                |
| Out from the Dark         | demó         | 1991     | 1996                |
| De Mysteriis Dom Sathanas | stúdióalbum  | 1993     | 1994. május 24.     |